# Muckross House

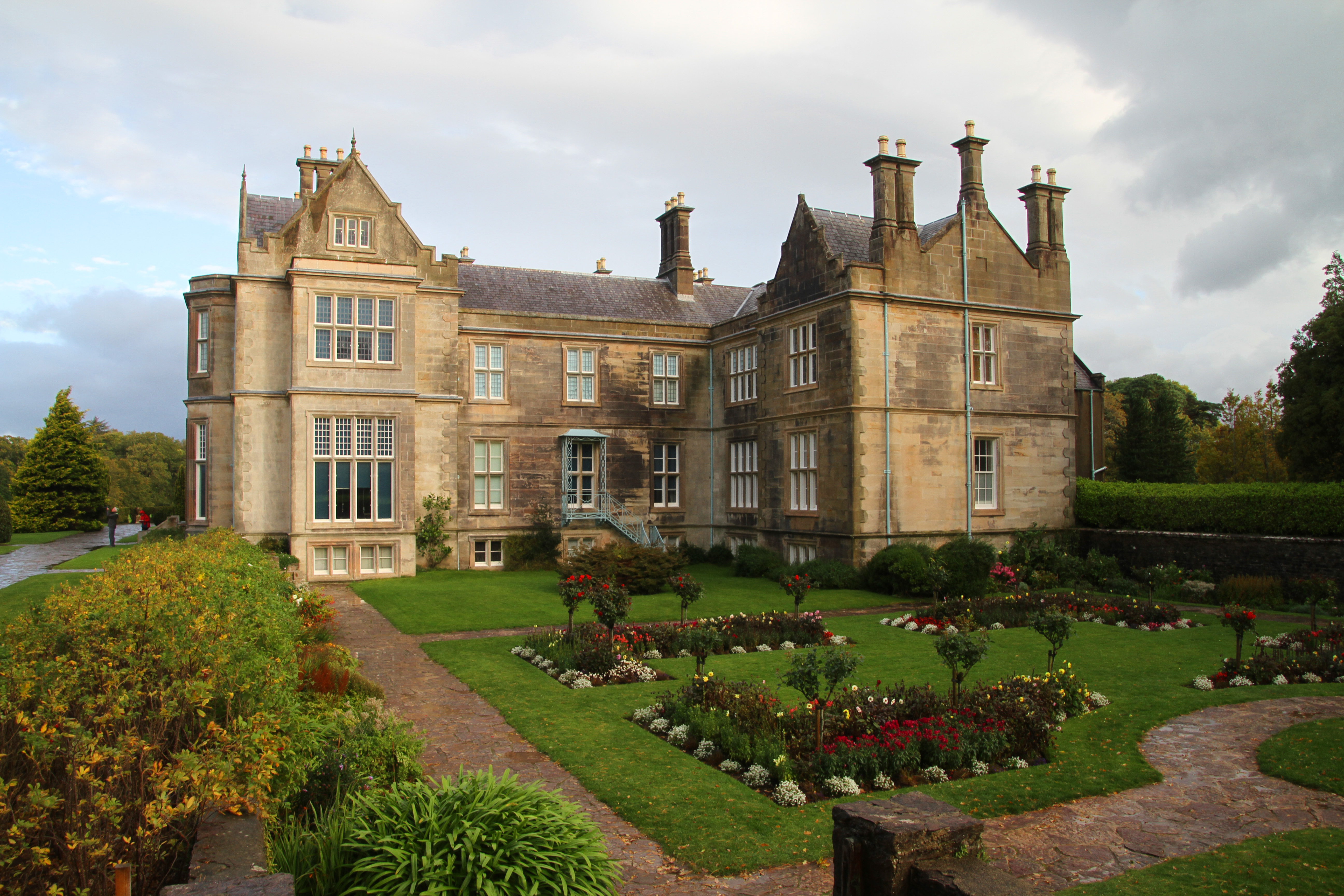
Vista da nord

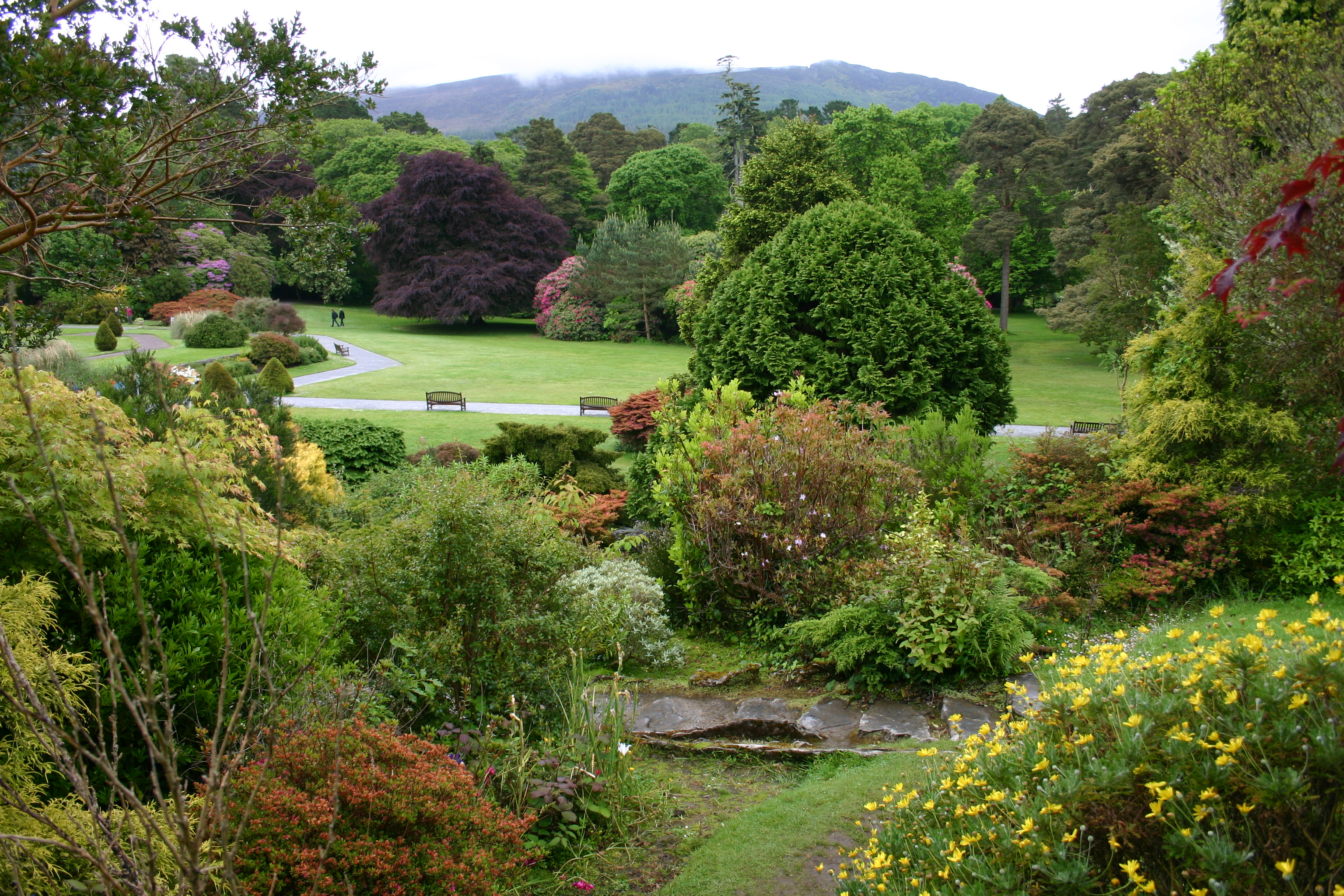
Il bellissimo giardino di Muckross House

Muckross House (in irlandese Teach Mhucrois) si trova sulla piccola penisola di Muckross tra Muckross Lake e Lough Leane, due dei laghi di Killarney, a 6 km dalla città di Killarney nella contea di Kerry, Irlanda. Nel 1932, assieme al suo parco, fu donata alla nazione irlandese da William Bowers Bourn e Arthur Rose Vincent. Divenne così il primo Parco nazionale dello Stato Libero d'Irlanda  (oggi Repubblica d'Irlanda) e costituì la base dell'attuale Parco nazionale di Killarney.

## Storia
Muckross House è una mansion house progettata dall'architetto britannico William Burn, costruita nel 1843 per Henry Arthur Herbert e sua moglie, l'acquarellista Mary Balfour Herbert.
Con sessantacinque stanze, venne costruita in stile Tudor. Nel 1850 furono intrapresi ampi miglioramenti in preparazione della visita della regina Vittoria nel 1861. Si dice che questi miglioramenti per la visita della regina abbiano contribuito alle difficoltà finanziarie subite dalla famiglia Herbert che portarono alla vendita della tenuta. Nel 1899 fu acquistata da Arthur Guinness, I barone Ardilaun che voleva preservare il paesaggio. Non viveva nella casa di persona, ma la affittava a gruppi facoltosi come residenza di caccia.
Nell'agosto 1911, non molto tempo prima della prima guerra mondiale, Muckross House e il suo demanio furono nuovamente venduti a William Bowers Bourn, un ricco magnate minerario californiano. Lui e sua moglie la cedettero alla figlia Maud e a suo marito Arthur Rose Vincent come regalo di nozze. La coppia visse lì fino alla morte di Maud per polmonite nel 1929.
Nel 1932 i suoi genitori, i coniugi Bourn e il loro genero Arthur Vincent, decisero di donare Muckross House e la sua tenuta di 4.450 ettari alla nazione irlandese. Denominato il ″Bourn-Vincent Memorial Park″, divenne così il primo parco nazionale della Repubblica d'Irlanda e costituì la base dell'attuale Parco nazionale di Killarney. Negli anni successivi il parco è stato notevolmente ampliato con l'acquisizione di terreni dalla tenuta dell'ex conte di Kenmare.

## Descrizione di Muckross House

### L'interno
L'ingresso anteriore ha una miriade di teste di trofei montate, tra cui un enorme rack di corna dell'Irish Elk (estinto), trovato conservato in una palude locale.